# Hemsjö (Alingsås kommun)
 For alternative betydninger, se Hemsjö. (Se også artikler, som begynder med Hemsjö)
Hemsjö er et byområde i Alingsås kommun i Västra Götalands län i Sverige og kyrkby i Hemsjö socken, lidt over 10 kilometer syd for Alingsås.
Bebyggelsen er spredt, men hovedsageligt centreret omkring Hemsjövägen som løber parallelt med E20 fra Kärrbogata, forbi Hemsjö kyrka, Hemsjö IF's idrætsplads, den gamle kirkegård, Hästeryd og til sidst møder E20 ved Hästerydskorset. Også ved vejen mod Edsås findes en del bebyggelse.
Hemsjös store kirke fra 1856 er forsamlingskirke for Hemsjö församling. Omkring kirken findes, ud over forsamlingshus og boliger for organist, kirketjener og præst, også byens grundskole Hemsjö Kyrkskola (0.-6. klasse). 500 meter nord for kirken ligger Byvallen, som er hjemmebane for Hemsjö IF.
Hemsjö IF har virksomhed inden for blandt andet fodbold, bordtennis, håndbold, gymnastik, bandy og floorball. Hemsjö IF's herrefodboldhold spillede i 2010-sæsonen i 5. division.

## Administrativ historik
Bebyggelsen var af SCB frem til 2015 opdelt i tre småorter med navnene Hemsjö (S5029, fra 1990), Hemsjö (östra delen) (S5035, fra 1995) og Hemsjö (norra delen) (S5031, fra 1995). Fra 2015 indgår Hemsjö (östra delen) i Hemsjö som så betragtes som et nyt byområde, mens Hemsjö Norra fortsat betragtes som egen småort. Byområdet havde i 2015 370 indbyggere fordelt på 129 hektar.
I 2018 voksede byområdet sammen med bebyggelsen i byområdet Ingared, og regnes siden da som en del af dette byområde.